# 후레자식들
후레자식들(FILS DE PLOUC, MOTHER SCHMUCKERS)은 벨기에에서 제작된 하포 기트, 레니 기트 감독의 2021년 코미디 영화이다.
2021년 선댄스 영화제에서 2021년 1월 40일 전 세계에 초연되었다.

## 출연
- 클레어 보드손
- 막시 델멜
- 하포 기트
- 야닉 르니에
- 하빕 벤 탄포스
- 마티외 아말리크